# Zecchino d'Oro 2020
Il sessantatreesimo Zecchino d'Oro si è svolto a Bologna il 30 maggio 2021.
È stato condotto da Carlo Conti, dagli studi dell'Antoniano, e da Mara Venier, dallo studio 3 degli studi televisivi Fabrizio Frizzi di Roma. 
La manifestazione era prevista per dicembre 2020 (dal 2 al 5), ma è stata rinviata a causa della pandemia di Covid-19. 
Durante gli speciali di Natale il 24 e 25 dicembre 2020, sono stati mostrati i videoclip delle 14 canzoni in gara.
La sigla era Insieme cantata da Lorenzo Baglioni, accompagnato dal Piccolo Coro dell'Antoniano. Dopo 6 anni non è stata "Lo Zecchino siamo noi".
Anche quest'anno sono presenti Carlo Conti per la direzione artistica, il maestro Peppe Vessicchio per la direzione musicale e Maurizio Pagnussat per la regia dall'Antoniano di Bologna, al quale si aggiunge Flavia Unfer, che ha invece curato la regia della trasmissione presso lo studio di Roma.
In questa edizione la giuria, ogni componente del Coro e ogni solista sono distanziati dagli altri per rispettare le norme del contagio da Coronavirus, rinnovando quindi la scenografia.
In questa edizione, fra gli autori ci sono Leonardo Pieraccioni, Tricarico e Paolo Belli.
A partire da questa edizione il pubblico torna ad essere composto da tanti adulti.

## Brani in gara
- Cha cha cha del gatto nella scatola (Testo: Davide Capotorto/Musica: Davide Capotorto, Alessandro Augusto Fusaro) — Maria Delfino (6 anni)
- Come le formiche (Testo: Franco Fasano/Musica: Franco Fasano, Tommaso Fasano) — Sara Maria Corrado (8 anni) e Aurora Griggio (4 anni)
- Custodi del mondo (Testo: Simone Cristicchi, Gabriele Ortenzi/Musica: Simone Cristicchi, Gabriele Ortenzi) — Anita Bartolomei (7 anni)   (1º posto)
- Discopizza dj (Testo: Andrea Casamento, Gianfranco Grottoli, Andrea Vaschetti/Musica: Andrea Casamento, Gianfranco Grottoli, Andrea Vaschetti) — Davide Martiello (6 anni)
- Hai visto mai (Testo: Antonio Buldini, Franco Fasano/Musica: Antonio Buldini, Franco Fasano) — Anita Olivieri (8 anni)
- Il bambino e il mare (Testo: Fabrizio Bove/Musica: Alessandro Casadei, Francesco Itri Tardi) — Andrej Avella (7 anni) (3º posto)
- Il serpente balbuziente (Testo: Flavio Careddu/Musica: Alessandro Visintainer) — Alessandro Pompeo (6 anni)
- La vacanza ideale (Testo: Paolo Belli, Paolo Varoli/Musica: Paolo Belli, Paolo Varoli) — David Juan Navarro Solano (9 anni)
- Mille scarpe (Testo: Mario Gardini/Musica: Giuliano Ciabatta) — Christine Merveille Kengne (8 anni)
- Mozart è stato gestito male (Testo: Leonardo Pieraccioni, Tricarico/Musica: Leonardo Pieraccioni, Tricarico) — Davide Bellemo (6 anni) e Martina Serravalle (9 anni)
- Pappappero (Testo: Maria Elena Rosati, Lorenzo Tozzi/Musica: Lorenzo Tozzi, Valerio Baggio) - Nicole Catalano (5 anni)
- Pippo e la motoretta (Testo: Alberto Zeppieri/Musica: Victor Daniel) — Alice Giella (5 anni)
- Salutare è salutare (Testo: Carmine Spera, Antonio Buldini/Musica: Carmine Spera, Antonio Buldini) — Laura Calbi (7 anni)
- Un minuto (Testo: Mario Gardini/Musica: Stefano Rigamonti) — Angelica Zina Cottone (8 anni) (2º posto)
- (fuori concorso)  Ogni volta che (Testo: Siro Merlo/Musica: Siro Merlo) — Andrea, Ines, Lisa, Matilde, Stefano Antonio e Vittoria

## Programma
Ascolto delle 14 canzoni in gara, votati da una giuria composta da bambini e da 8 giudici d'eccezione: Cristina D'Avena, Pupo, Katia Ricciarelli, Anna Tatangelo, Gabriele Cirilli, Eleonora Daniele, Elisabetta Ferracini ed Elisabetta Gregoraci. 
È intervenuto nel corso della trasmissione Mauro Serio, per un ricordo di Mariele Ventre e Cino Tortorella.
| Ordine di uscita | Canzone                             | Interprete                         | Giuria dei piccoli | Giuria dei VIP | Punti del Coro | Totale | Posizione |
| ---------------- | ----------------------------------- | ---------------------------------- | ------------------ | -------------- | -------------- | ------ | --------- |
| 1                | Pappappero                          | Nicole Catalano                    | 90                 | 73             | 337            | 500    | 6         |
| 2                | Pippo e la motoretta                | Alice Giella                       | 93                 | 71             | 311            | 475    | 13        |
| 3                | Mille scarpe                        | Christine Merveille Kengne         | 102                | 75             | 306            | 483    | 11        |
| 4                | Cha cha cha del gatto nella scatola | Maria Delfino                      | 98                 | 70             | 326            | 494    | 8         |
| 5                | La vacanza ideale                   | David Juan Navarro Solano          | 97                 | 68             | 312            | 477    | 12        |
| 6                | Custodi del mondo                   | Anita Bartolomei                   | 108                | 79             | 378            | 565    | 1         |
| 7                | Salutare è salutare                 | Laura Calbi                        | 106                | 67             | 340            | 513    | 5         |
| 8                | Hai visto mai                       | Anita Olivieri                     | 102                | 63             | 310            | 475    | 13        |
| 9                | Discopizza DJ                       | Davide Martiello                   | 93                 | 77             | 348            | 518    | 4         |
| 10               | Come le formiche                    | Sara Maria Corrado, Aurora Griggio | 106                | 69             | 314            | 489    | 10        |
| 11               | Il bambino e il mare                | Andrej Avella                      | 101                | 73             | 354            | 528    | 3         |
| 12               | Il serpente balbuziente             | Alessandro Pompeo                  | 105                | 67             | 325            | 497    | 7         |
| 13               | Mozart è stato gestito male         | Davide Bellemo, Martina Serravalle | 102                | 77             | 312            | 491    | 9         |
| 14               | Un minuto                           | Angelica Zina Cottone              | 110                | 66             | 369            | 545    | 2         |

Proclamazione della canzone vincitrice, delle canzoni 2ª e 3ª classificata e dei premi Zecchino Web e Zecchino Galassia.

### Ospiti
- Lorenzo Baglioni
- Mauro Serio (in collegamento)
- Lampo, Milady, Pilou e Polpetta, ovvero i Buffycats, i personaggi della serie animata 44 gatti
- Frate Giampaolo Cavalli, direttore dell'Antoniano

## Ascolti
La puntata è stata seguita da 2.381.000 di telespettatori per un 18,00% di share.